# Yokohama Landmark Tower
Il Yokohama Landmark Tower (in giapponese 横浜ランドマークタワー) è un grattacielo di Yokohama, in Giappone.
È stato progettato dalla Kling Stubbins Associations e completato nel 1993. All'interno vi sono un hotel a 5 stelle, negozi, ristoranti e cliniche. Un osservatorio, chiamato Sky Garden, è situato al 69º piano dove è possibile osservare la città a 360° e il Fuji. 

## Record
È dotato del terzo ascensore più veloce al mondo, dopo quelli del Burj Khalifa di Dubai e del Taipei 101.
Fino al 7 marzo 2014 è stato il grattacielo più alto del Giappone, superato in questa data dai 300 metri dell'Abeno Harukas di Osaka.